# Аршан (повіт)
44°58′16″ пн. ш. 81°01′40″ сх. д. / 44.971° пн. ш. 81.02777° сх. д.
Аршан (також Веньцюань, від кит. 温泉县, пін. Wēnquán Xiàn, трансліт. Arixang) — один із повітів КНР у складі Боро-Тала-Монгольської автономної префектури, СУАР. Адміністративний центр — містечко Богдар.

## Географія
Аршан лежить на південь від Джунгарського Алатау, у долині річки Боро-Тала.

### Клімат
Повіт знаходиться у зоні, котра характеризується кліматом помірних степів. Найтепліший місяць — липень із середньою температурою 19,4 °C. Найхолодніший місяць — січень, із середньою температурою -13,4 °С.
| Клімат повіту Аршан                                | Клімат повіту Аршан | Клімат повіту Аршан | Клімат повіту Аршан | Клімат повіту Аршан | Клімат повіту Аршан | Клімат повіту Аршан | Клімат повіту Аршан | Клімат повіту Аршан | Клімат повіту Аршан | Клімат повіту Аршан | Клімат повіту Аршан | Клімат повіту Аршан | Клімат повіту Аршан |
| Показник                                           | Січ.                | Лют.                | Бер.                | Квіт.               | Трав.               | Черв.               | Лип.                | Серп.               | Вер.                | Жовт.               | Лист.               | Груд.               | Рік                 |
| Середній максимум, °C                              | −6,1                | −3,6                | 2,7                 | 13,6                | 19,7                | 24,1                | 25,9                | 24,7                | 18,9                | 10,6                | 1,9                 | −4,3                | 10,7                |
| Середня температура, °C                            | −13,4               | −10,4               | −2,5                | 7,5                 | 13,2                | 17,7                | 19,4                | 18,1                | 12,6                | 4,9                 | −3,6                | −11                 | 4,4                 |
| Середній мінімум, °C                               | −18,1               | −15,3               | −6,9                | 2,3                 | 7,6                 | 12                  | 13,6                | 12,2                | 7                   | 0,3                 | −7,4                | −15,2               | −0,7                |
| Норма опадів, мм                                   | 4.5                 | 6.7                 | 11.5                | 25.9                | 36.8                | 41.6                | 52                  | 35.9                | 23.3                | 15.6                | 8.3                 | 8.7                 | 270.8               |
| Вологість повітря, %                               | 70                  | 71                  | 73                  | 59                  | 53                  | 53                  | 54                  | 55                  | 58                  | 66                  | 73                  | 73                  | 63                  |
| -------------------------------------------------- | ------------------- | ------------------- | ------------------- | ------------------- | ------------------- | ------------------- | ------------------- | ------------------- | ------------------- | ------------------- | ------------------- | ------------------- | ------------------- |
| Джерело: Дані метеостанції №51330 (КНР, 1991-2020) |                     |                     |                     |                     |                     |                     |                     |                     |                     |                     |                     |                     |                     |